# Пальчин
Пальчин (пол. Palczyn) — село в Польщі, у гміні Злотники-Куявські Іновроцлавського повіту Куявсько-Поморського воєводства.
Населення — 204 особи (2011).
У 1975-1998 роках село належало до Бидгощського воєводства.

## Демографія
Демографічна структура станом на 31 березня 2011 року:
|          | Загалом | Допрацездатний вік | Працездатний вік | Постпрацездатний вік |
| -------- | ------- | ------------------ | ---------------- | -------------------- |
| Чоловіки | 102     | 17                 | 72               | 13                   |
| Жінки    | 102     | 25                 | 58               | 19                   |
| Разом    | 204     | 42                 | 130              | 32                   |